# Karl David-Djerf
Karl David-Djerf (* 30. August 1977 in Cedar Rapids, Iowa) ist ein US-amerikanischer Filmschauspieler.

## Leben
Karl David-Djerf war im Alter zwischen 14 und 20 Jahren als Filmschauspieler tätig. Ab 1991 spielte er kleinere Rollen in Serien-Episoden. Für seinen Auftritt in einer Folge der Serie Picket Fences wurde er für einen Young Artist Award nominiert. Im Drama Hilflos ausgeliefert spielte er den Sohn „Chris“, dem ein Mord unterstellt wird. 1997 wirkte er in drei Folgen der Sitcom Brüder als „Silent Jim“ mit.

## Filmografie (Auswahl)
- 1991: Palm Beach-Duo (Silk Stalkings, Fernsehserie, eine Folge)
- 1993: Picket Fences – Tatort Gartenzaun (Fernsehserie, eine Folge)
- 1994: Kampf einer Mutter (The Yarn Princess)
- 1994: Hilflos ausgeliefert (Murder or Memory?)
- 1995: Emergency Room – Die Notaufnahme (ER, Fernsehserie, eine Folge)
- 1997: Schicksalsschläge (A Child’s Wish)
- 1997: Brüder (Brotherly Love, Fernsehserie, 3 Folgen)